# Heidi Zacher
Heidi Zacher (Bad Tölz, 17 maart 1988) is een Duitse freestyleskiester, gespecialiseerd op de skicross. Ze vertegenwoordigde haar vaderland op de Olympische Winterspelen 2010 in Vancouver en op de Olympische Winterspelen 2014 in Sotsji.

## Carrière
Bij haar wereldbekerdebuut, op 5 januari 2009 in St. Johann in Tirol, scoorde Zacher direct wereldbekerpunten. Negen dagen later behaalde ze in Flaine haar eerste toptienklassering. Op de wereldkampioenschappen freestyleskiën 2009 in Inawashiro eindigde de Duitse als zestiende op de skicross. Tijdens de Olympische Winterspelen van 2010 in Vancouver eindigde Zacher als twintigste op de skicross.
In december 2010 stond ze in Innichen voor de eerste maal in haar carrière op het podium van een wereldbekerwedstrijd. Op 7 januari 2011 boekte de Duitse in St. Johann in Tirol haar eerste wereldbekerzege. In Park City nam Zacher deel aan de wereldkampioenschappen freestyleskiën 2011. Op dit toernooi eindigde ze als zevende op het onderdeel skicross. Op de wereldkampioenschappen freestyleskiën 2013 in Voss eindigde ze als twaalfde op de skicross. Tijdens de Olympische Winterspelen van 2014 in Sotsji eindigde de Duitse als achttiende op de skicross.
In Kreischberg nam Zacher deel aan de wereldkampioenschappen freestyleskiën 2015. Op dit toernooi eindigde ze als vijfde op het onderdeel skicross. Op de wereldkampioenschappen freestyleskiën 2017 in de Spaanse Sierra Nevada eindigde ze als vierde op de skicross.
In Park City nam ze deel aan de wereldkampioenschappen freestyleskiën 2019. Op dit toernooi eindigde ze als zeventiende op de skicross.

## Resultaten

### Olympische Spelen
| Jaar | Plaats    | Resultaten   |
| ---- | --------- | ------------ |
| 2010 | Vancouver | 20e Skicross |
| 2014 | Sotsji    | 18e Skicross |

### Wereldkampioenschappen
| Jaar | Plaats        | Resultaten   |
| ---- | ------------- | ------------ |
| 2009 | Inawashiro    | 16e Skicross |
| 2011 | Deer Valley   | 7e Skicross  |
| 2013 | Voss          | 12e Skicross |
| 2015 | Kreischberg   | 5e Skicross  |
| 2017 | Sierra Nevada | 4e Skicross  |
| 2019 | Park City     | 17e Skicross |

### Wereldbeker
Eindklasseringen
| Seizoen   | Algm | SX     |
| --------- | ---- | ------ |
| 2008/2009 | 78e  | 22e    |
| 2009/2010 | 82e  | 30e    |
| 2010/2011 | 6e   | Zilver |
| 2011/2012 | 73e  | 23e    |
| 2012/2013 | 81e  | 19e    |
| 2013/2014 | 43e  | 10e    |
| 2014/2015 | 93e  | 23e    |
| 2015/2016 | 17e  | 6e     |
| 2016/2017 | 13e  | 4e     |
| 2017/2018 | 11e  | 4e     |
| 2018/2019 | 33e  | 9e     |
| 2019/2020 | 91e  | 18e    |

Wereldbekerzeges
| Datum            | Plaats              | Onderdeel |
| ---------------- | ------------------- | --------- |
| 7 januari 2011   | St. Johann in Tirol | Skicross  |
| 19 december 2015 | Innichen            | Skicross  |
| 21 december 2016 | Innichen            | Skicross  |
| 22 december 2016 | Innichen            | Skicross  |
| 4 februari 2017  | Feldberg            | Skicross  |
| 21 december 2017 | Innichen            | Skicross  |
| 19 januari 2019  | Idre Fjäll          | Skicross  |